# Höheres Kavallerie-Kommando Nr. 2
Das Höhere Kavallerie-Kommando Nr. 2 (H.K.K. Nr. 2) war ein zu Beginn des Ersten Weltkriegs beim deutschen Heer gebildeter Verband zur Führung der Heereskavallerie auf der Führungsebene Korps. Es wurde jedoch nicht als Korps bezeichnet, da es keine Korpstruppen besaß.

## Aufstellung
Bei der Mobilmachung 1914 wurden vier Höhere Kavallerie-Kommandos (H.K.K. Nr. 1 bis Nr. 4) gebildet, unter denen die erst im Kriegsfall aus Teilen der Divisionskavallerie und den reitenden Abteilungen der Feldartillerie aufgestellten Kavalleriedivisionen als schnelle Großverbände zusammengefasst wurden. Das H.K.K. Nr. 2 unter General der Kavallerie Georg von der Marwitz wurde an der Westfront eingesetzt und nahm am 12. August 1914 am Gefecht bei Haelen und am 26. August an der Schlacht bei Le Cateau teil. Nach der Teilnahme am Wettlauf zum Meer und dem Übergang zum Stellungskrieg in der Ersten Flandernschlacht wurde das Höhere Kavallerie-Kommando Nr. 2 am 23. Dezember 1914 aufgelöst.

## Organisation

### Verbandszugehörigkeit
- 1914 bei Kriegsbeginn
  - H.K.K. Nr. 2 bei 2. Armee, im Dezember 1914 aufgelöst

### Gliederung
- Höherer Kavalleriekommandeur
- Stab mit Chef des Generalstabs, 1. Generalstabsoffizier, zwei Adjutanten und der Kommandant des Hauptquartiers.

### Unterstellte Truppenteile
Dem H.K.K. Nr. 2 waren drei Kavalleriedivisionen unterstellt
- 1914 bei Kriegsbeginn
  - H.K.K. Nr. 2: 2., 4. und 9. Kavallerie-Division,

### Kommandeure
| H.K.K.       | Dienstgrad             | Name                  | Beginn der Berufung | Ende der Berufung | Bemerkung                                                                                               |
| ------------ | ---------------------- | --------------------- | ------------------- | ----------------- | --- |
| H.K.K. Nr. 2 | General der Kavallerie | Georg von der Marwitz | 02. August 1914     | 23. Dezember 1914 | zuvor Generalinspekteur der Kavallerie, anschließend Kommandierender General des XXXVIII. Reserve-Korps |